# Кондаков, Никодим Павлович
Никоди́м Па́влович Кондако́в (1 [13] ноября 1844[…], Русская Халань, Курская губерния — 17 февраля 1925[…], Мала-Страна) — русский историк византийского и древнерусского искусства, археолог, создатель иконографического метода изучения памятников искусства.
Академик Петербургской АН (1898, членкор 1892) и Императорской академии художеств (1893). Член-учредитель Русского собрания (1901). Тайный советник (1900).

## Биография
Родился 1 (13) ноября 1844 года в слободе Русская Халань Новооскольского уезда Курской губернии в семье Павла Ивановича Кондакова, который в то время числился «помещика Трубецкого дворовый человек» (то есть был в составе крепостной прислуги помещика), затем был главноуправляющим имениями князей Трубецких, купцом 3-й гильдии. Мать — Елена Филипповна Кондакова.
Учился в Москве в приходском училище, затем во 2-й московской гимназии, которую окончил в 1861 году. Затем учился на историко-филологическом факультете Московского университета (1861—1865), где его руководителем стал Фёдор Иванович Буслаев. По окончании университета преподавал в средних учебных заведениях, в том числе московском художественном училище. В 1870 году был избран приват-доцентом кафедры истории и теории искусств Новороссийского университета (ныне — Одесский национальный университет имени И. И. Мечникова) в Одессе; с 1877 — профессор того же университета. В 1873 году защитил в Московском университете магистерскую диссертацию «Памятник Гарпий из Малой Азии и символика греческого искусства»; в 1876 году — докторскую диссертацию «История Византийского искусства и иконографии по миниатюрам греческих рукописей».
С 1888 по 1897 год — профессор кафедры истории искусств Санкт-Петербургского университета, преподавал также на петербургских Высших женских курсах. В 1888—1893 годах — старший хранитель отделения искусства средних веков и эпохи Возрождения Эрмитажа. В 1895 году основал (вместе с Фёдором Успенским) Русский археологический институт в Константинополе. В 1901 году был избран член-корреспондентом Сербской Королевской академии наук.
Был пожалован чинами действительного статского советника (1882), тайного советника (1900).
Лекции Кондакова оказали большое влияние на Дмитрия Айналова, Николая Лихачёва, Михаила Ростовцева, Сергея Жебелёва и многих других историков, археологов и историков искусства. Вокруг Кондакова формируется кружок так называемых «фактопоклонников».
С 1917 года Кондаков жил в Одессе, с 1918 года — в Ялте. В 1920 году эмигрировал в Константинополь, затем — в Софию (Болгария), где до 1922 года был профессором Софийского университета.

### Чешский период
В 1922 году по личному приглашению президента Т. Г. Масарика переехал в Прагу (Чехословакия).
Преподавал в Карловом университете до своей смерти в 1925 году.
Умер в Праге 17 февраля 1925 года. Похоронен в Чехословакии на Ольшанском кладбище.

## Ученики
Д. В. Айналов, С. А. Жебелёв, Е. К. Редин, М. И. Ростовцев, Я. И. Смирнов, Б. А. Тураев, Ф. И. Шмит.

## Основные труды
- Памятник гарпий из Малой Азии и символика греческого искусства: Опыт ист. характеристики / [Соч.] Н. Кондакова. — Одесса: тип. Ульриха и Шульце, 1873. — [2], 235 с.: ил. — Отд. отт. из «Зап. Имп. Новорос. университета», т. 12.
- Мелкие древности Кубанской и Терской областей: Реф. Н. П. Кондакова. — Киев: Унив. тип., 1875. — 8 с.
- История византийскаго искусства и иконографии по миниатюрам греческих рукописей [Изоматериал] = Planches pour servir à l'Histoire de l'art bysantin et de l'iconographie d'après les miniatures des manuscrits grecs: [сочинение] Н. Кондакова: 14 таблиц рисунков. — Одесса: печат. в типогр. Ульриха и Шульце, 1877. — XIV л. ил.
- Древняя архитектура Грузии: Исследование // Труды МАО, т. 6, 1876
- Древняя архитектура Грузии: Исследование [д. чл.] Н. П. Кондакова. — Москва: Синод. тип., 1876. — 60 с.: ил.
- Миниатюры греческой рукописи Псалтири IX века из собрания А. И. Хлудова в Москве / [Соч.] Н. П. Кондакова. — М.: в Синод. тип., 1878. — [2], 22, III с., 16 л. ил.
- О некоторых мелких предметах древности, найденных в Аккермане в 1867 году / [Соч.] Н. Кондакова. — [Санкт-Петербург]: тип. Имп. Акад. наук, [1878]. — 5 с.
- Греческие терракотовые статуэтки [в их отношении к искусству, религии и быту] / [Соч.] Н. Кондакова. — Одесса: Франко-рус. тип. Л. Даникана, 1879. — 107 с., 6 л. ил.
- Мозаики мечети Кахрие-Джамиси Monh the Xλpaε в Константинополе / [Соч.] Н. Кондакова. — Одесса: тип. Г. Ульриха, 1881. — [2], 39 с., 12 л. ил. — (История византийского искусства и иконографии. Мозаики; 2)
- Путешествие на Синай в 1881 году: Из путевых впечатлений: Древности Синайского монастыря / [Соч.] Н. Кондакова. — Одесса: тип. П. А. Зелёного (б. Г. Ульриха), 1882. — [4], IV, 160 с., 1 л. карт.
- Путешествие на Синай в 1881 году: Из путевых впечатлений: Древности Синайского монастыря / [Соч.] Н. Кондакова. — Одесса: тип. П. А. Зелёного (б. Г. Ульриха), 1882. — [4], IV, 160 с., 1 л. карт.
- Путешествие на Синай в 1881 г. Из путевых впечатлений. Древности Синайского монастыря // Записки Имп. Новоросс. университета, ч. 33, 1882
- Византийские церкви и памятники Константинополя / [Соч.] Н. Кондакова. — Одесса: тип. А. Шульце, 1886. — [2], VI, 229, V с., 51 л. ил.
- Византийские церкви и памятники Константинополя // Труды VI Археолог. съезда в Одессе. Одесса, 1887, т. 3
- Опись памятников древности в некоторых храмах и монастырях Грузии, СПб., 1890
- Византийские эмали. Собрание А. В. Звенигородского. История и памятники византийской эмали. СПб., 1892 (на русском, немецком и французском языках: Frankfurt am Main, 1892)
- Наука классической археологии и теория искусства / [Соч.] Н. Кондакова. — [Одесса: тип. Ульриха и Шульце, 1872]. — [1], 51—143 с.
- Русские клады: изследование древностей великокняжескаго периода. Т. 1. / [соч.] Н. Кондакова, заслуженнаго проф. Императорскаго Санкт-Петербургскаго университета. — Санкт-Петербург : издание Императорской археологической коммиссии, 1896. — [4], 214 с., 20 л. цв. ил.
- Русские клады: Исследование древностей великокняжеского периода, СПб. 1896
- О научных задачах истории древнерусского искусства / Н. П. Кондаков. — [Санкт-Петербург]: ОЛДП [Общество любителей древн. письменности], 1899. — [2], 60 с., 10 л. ил. — (Памятники древней письменности и искусства; 132)
- Заметка о миниатюрах Кёнигсбергского списка начальной летописи / Н. П. Кондаков. — [Санкт-Петербург]: тип. И. Н. Скороходова, 1902. — 15 с.
- Памятники христианского искусства на Афоне / [Соч.] Н. П. Кондакова. — СПб.: Имп. акад. наук, 1902. — [3], II, 312 с., 49 л. ил.
- Археологическое путешествие по Сирии и Палестине / [Соч.] Н. П. Кондакова. — Санкт-Петербург: Имп. Акад. наук, 1904. — [2], II, 308 с., 72 л. ил.
- Иерусалим христианский: Исторический очерк и памятники / Акад. Н. П. Кондаков. — СПб.: тип. В. Я. Мильштейна, 1905. — 88 стб., 17 л. ил. — Отд. отт. из «Правосл. богослов. энциклопедии» при журн. «Странник», т. 6.
- Лицевой иконописный подлинник: Ист. и иконограф. очерк. Т. 1: Иконография Господа Бога и Спаса Нашего Иисуса Христа / Соч. Н. Кондакова. — СПб.: Ком. попечительства о рус. иконописи. — 1905. — [2], 97 с., 143 л. ил.
- Изображения русской княжеской семьи в миниатюрах XI века Санкт-Петербург : издание Императорской акад. наук, 1906
- Македония : Археол. путешествие / [Соч.] Н. П. Кондакова. — Санкт-Петербург: Отделение рус. яз. и словесности Имп. Акад. наук, 1909. — [6], 308 с., 13 л. ил.
- Иконография Богоматери: связи греческой и русской иконописи с итальянскою живописью ранняго Возрождения / Н. П. Кондакова. — Санкт-Петербург: Товарищество Р. Голике и А. Вильборг, 1910. — [1], 216, 17, VII с.: ил.
- Иконография Богоматери. Т. 1: 240 рисунков в тексте и 7 цветных таблиц / Н. П. Кондаков. — Спб.: Изд. Отд-ния рус. яз. и словесности Имп. акад. наук, 1914. — 387 с.
- Иконография Богоматери. В 2-х томах. СПб., 1914—1915 Том 1 Том 2

В соавторстве с графом Толстым И.И. :
- Русския древности в памятниках искусства, издаваемыя графом И. Толстым и Н. Кондаковым. Вып. 1: Классическия древности Южной России. — Санкт-Петербург: Тип. М-ва путей сообщения, 1889. — [3], 117, [1] с.: ил.
- Русския древности в памятниках искусства, издаваемыя графом И. Толстым и Н. Кондаковым. Вып. 2: Древности скифо-сарматския. — Санкт-Петербург: Тип. М-ва путей сообщения, 1889. — 161 с.: ил.
- Русския древности в памятниках искусства, издаваемыя графом И. Толстым и Н. Кондаковым. Вып. 3: Древности времён переселения народов. — Санкт-Петербург: Тип. М-ва путей сообщения, 1890. — 158 с.: ил.
- Русския древности в памятниках искусства, издаваемыя графом И. Толстым и Н. Кондаковым. Вып. 4: Христианския древности Крыма, Кавказа и Киева. — 1891. — 176 с.: ил.
- Русския древности в памятниках искусства, издаваемыя графом И. Толстым и Н. Кондаковым. Вып. 5: Курганныя древности и клады домонгольскаго периода. —1897. — 168 с.: ил.
- Русския древности в памятниках искусства, издаваемыя графом И. Толстым и Н. Кондаковым. Вып. 6: Памятники Владимира, Новгорода и Пскова. — 1899. — 186, VIII с.: ил.

Посмертно опубликованы
- Введение в археологию варваров: Лекции акад. Кондакова, чит. перед его смертью в Праж. университете. — Прага: Б. и., [1924]. — 60 с.
- The Russian Icon, Oxford, 1927.
- Ruska ikona / N. P. Kondakov. — Praha: Seminarium kondakovianum, 1928.
- Русская икона. В 4-х томах. Прага, 1928—1933 (репринт М., 2004).
- Очерки и заметки по истории средневекового искусства и культуры = Prispevky k dejinam stredovekeho umeni a kultury. — Прага: Издательство Чеш. акад. наук и искусств, 1929. — 455 с., [1] л. ил.
- Чтения по истории античного быта и культуры // Сб. статей по археологии и византиноведению, изд. Семинарием им. Н. П. Кондакова. Прага, 1931. Т. 4. С. 3—32.
- Воспоминания и думы Н. П. Кондакова. — Prague: Seminarium kondakovianum, 1927. — 79 с.; М., 2002; в кн.: Мир Кондакова. М., 2004.
- Барельефы (V—VI стол. по Р. Х.) деревянной двери базилики Св. Сабины, что на Авентинском холме в Риме (1876) / публ. И. Л. Кызласовой // Мир Кондакова. М., 2004. С. 115—133.
- Iconographie de la Mère de Dieu. Vol. III / ed. a cura di I. Foletti. Roma, 2011.
- Foletti Ivan. From Byzantium to Holy Russia: Nikodim Kondakov (1844—1925) and the invention of the icon / Ivan Foletti; translated by Sarah Melker. — Roma: Viella, 2017. — 282 с., [16] л. ил. — (I libri di Viella. Arte) (Studia artium mediaevalium brunensia; 5) — ISBN 978-88-6728-752-9.

## Семья
- Первая жена Вера Александровна Кондакова (урожд. Гилярова) (1839—1913); умерла 24 мая 1913 года в Ялте и была похоронена на Иоанно-Златоустовском кладбище[9].
- Вторая жена Екатерина Николаевна Клетнова (1869—1938), археолог, геолог, этнограф, автор стихов и пьес (псевд. Борисова, Смоленская, Полуботок).
- Приёмный сын — Сергей Никодимович Кондаков (1878—1940), историк искусства, библиограф, художественный критик, публицист, журналист, переводчик. С осени 1920 — в эмиграции; жил с декабря 1921 в Софии, с марта 1921 года — в Праге, с апреля 1928 года — во Франции.
- Приёмный сын — Пётр Никодимович Кондаков (1886—1919), офицер Белой армии.

## Память
Объединившийся вокруг Никодима Павловича Кондакова кружок молодых учёных, известный впоследствии как Seminarium Kondakovianum, был в 1931 году преобразован в Археологический институт имени Кондакова. Институт считается одним из центров учения и идеологии евразийства.